# Neorhacodes brevicauda
Neorhacodes brevicauda är en stekelart som beskrevs av Joseph Augustine Cushman 1940. Neorhacodes brevicauda ingår i släktet Neorhacodes och familjen brokparasitsteklar. Inga underarter finns listade i Catalogue of Life.